# Vitali Gavrilovitsj Tichov

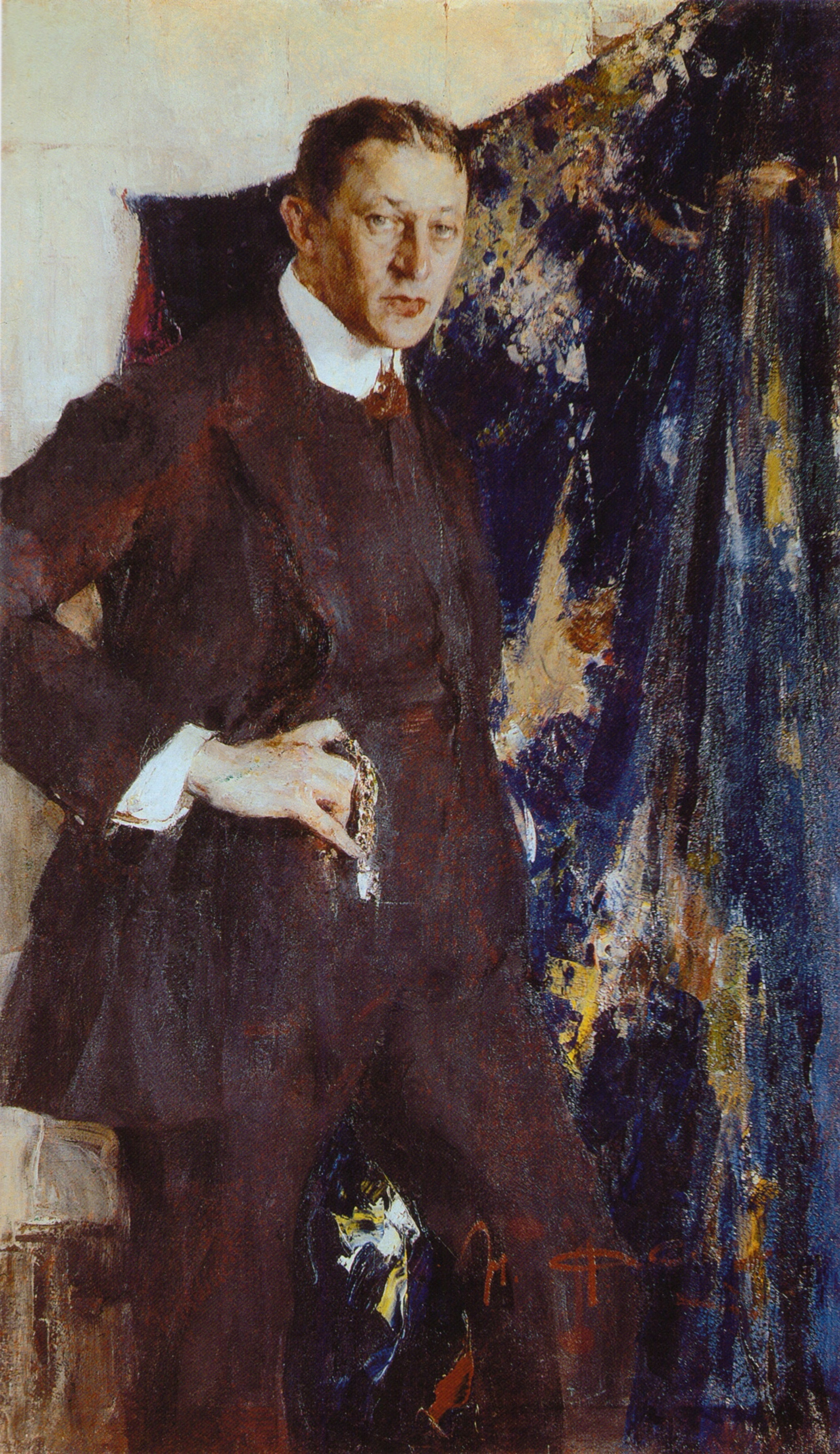
Portret van Tichov door Nikolaj Fesjin, 1916

Vitali Gavrilovitsj Tichov (Russisch: Виталий Гаврилович Тихов, Oekraïens: Віталій Гаврилович Тіхов) (1876 - 1939) was een Oekraïens kunstschilder. Hij studeerde van 1904 tot 1912 aan de Keizerlijke Academie voor Schone Kunsten te Sint-Petersburg, alwaar hij student was van Vladimir Makovsky.
Bekendheid in de kunstwereld kreeg hij vanaf de jaren '10 van de 20e eeuw met afbeeldingen van baadsters en naakten. Met zijn impressionistische stijl en voorliefde voor klassieke modellen, streeft hij ernaar de schoonheid van hun bleke tedere huid weer te geven. Een belangrijk naaktmodel daarbij was vaak zijn eigen vrouw.
In de jaren daarna werd hij succesvol vanwege zijn schilderijen op groot formaat - van ongeveer 1 tot soms wel 1,5 m² - waarvoor hij meerdere keren werd bekroond. Eveneens in die tijd was hij lid van de Vereniging van Ambulante Kunsttentoonstellingen die hem in staat stelde te exposeren in veel Russische steden.

## Werk

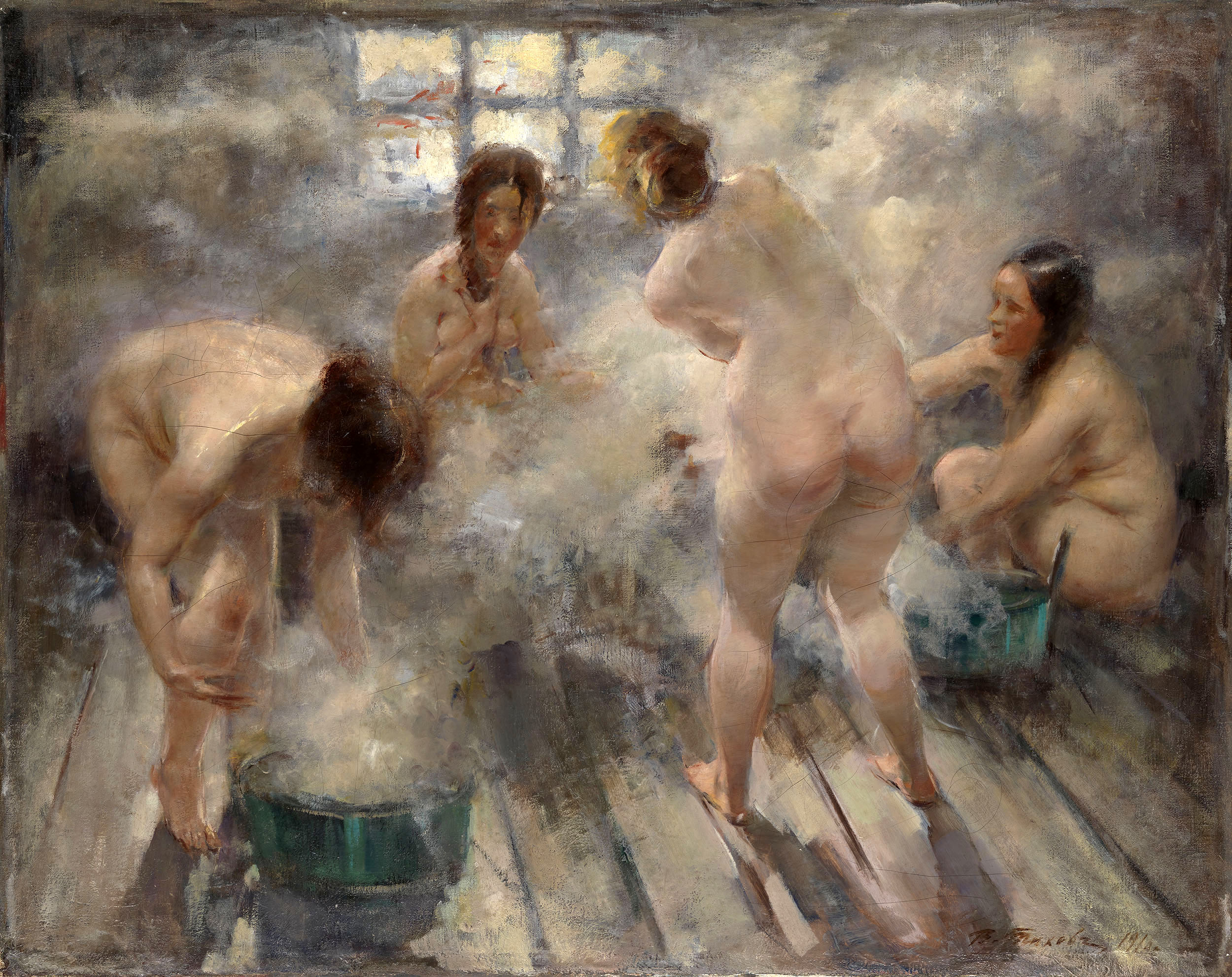
В русской бане (In een Russisch badhuis), 1916
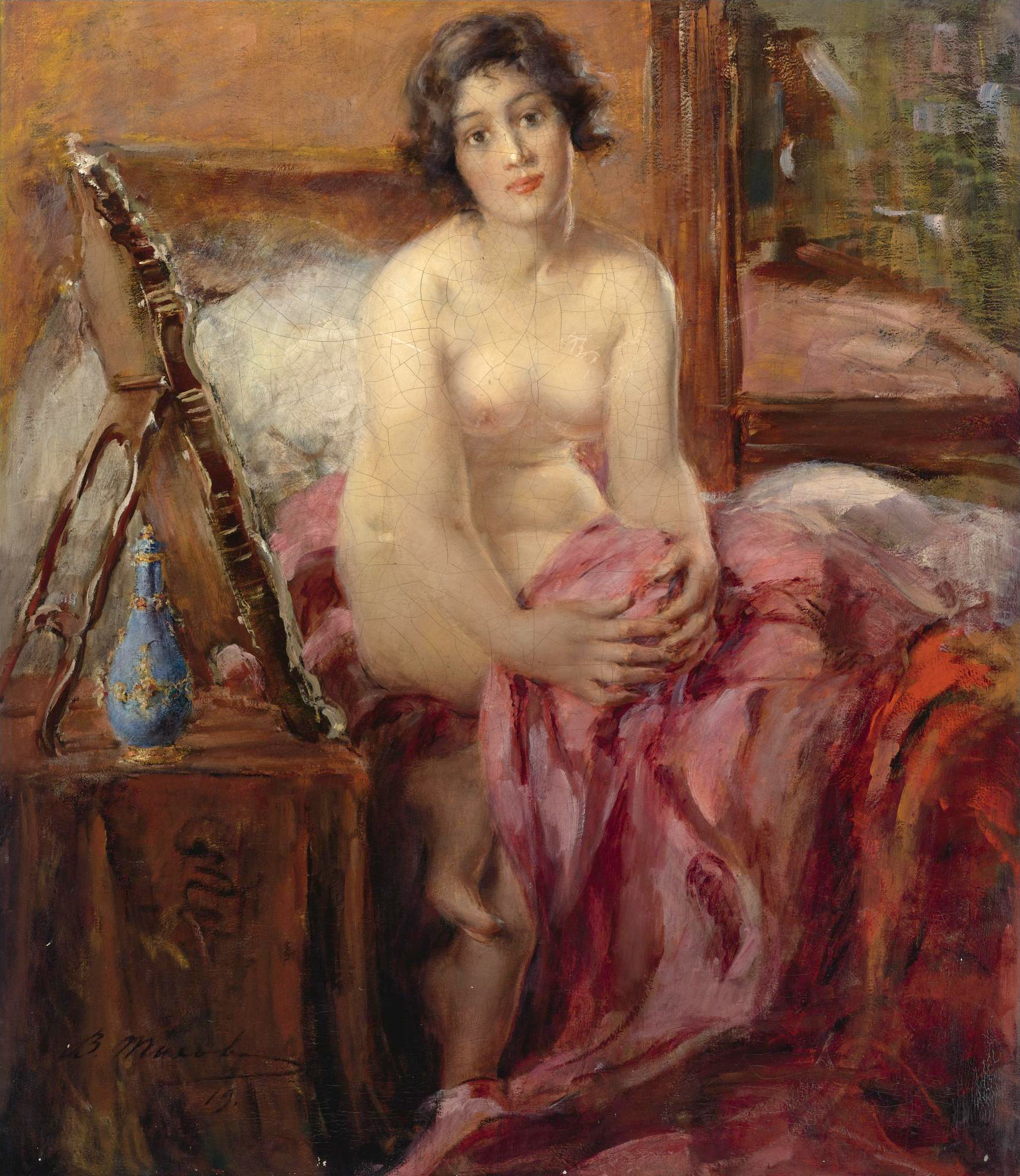
Naaktportret, 1919